# Henricia caudani
Henricia caudani is een zeester uit de familie Echinasteridae.
De wetenschappelijke naam van de soort werd in 1895 gepubliceerd door René Koehler.